# Charlottetown-Parkdale
Pour les articles homonymes, voir Charlottetown (homonymie) et Parkdale.
Circonscription électorale provinciale du Canada
Charlottetown-Parkdale est une ancienne circonscription électorale provinciale de l'Île-du-Prince-Édouard (Canada). La circonscription est créée en 1996 à partir de portions des circonscriptions de 5e Queens et 6e Queens.

## Liste des députés
| Charlottetown-Parkdale                                                                      | Charlottetown-Parkdale | Charlottetown-Parkdale    | Charlottetown-Parkdale | Charlottetown-Parkdale | Charlottetown-Parkdale |
| Nom                                                                                         | Nom                    | Parti                     | Mandat                 | Législature            |                        |
| ------------------------------------------------------------------------------------------- | ---------------------- | ------------------------- | ---------------------- | ---------------------- | ---------------------- |
| Pour la période 1873-1996, voir 5e Queens. Pour la période 1966-1996, voir aussi 6e Queens. |                        |                           |                        |                        |                        |
|                                                                                             | Elmer MacFadyen        | Progressiste-conservateur | 1996 - 2000            | 60e                    |                        |
|                                                                                             | Elmer MacFadyen        | Progressiste-conservateur | 2000 - 2003            | 61e                    |                        |
|                                                                                             | Elmer MacFadyen        | Progressiste-conservateur | 2003 - 2007            | 62e                    |                        |
|                                                                                             | Doug Currie            | Libéral                   | 2007 - 2011            | 63e                    |                        |
|                                                                                             | Doug Currie            | Libéral                   | 2011 - 2015            | 64e                    |                        |
|                                                                                             | Doug Currie            | Libéral                   | 2015 - 2017            | 65e                    |                        |
|                                                                                             | Hannah Bell            | Vert                      | 2017 - 2019            | 65e                    |                        |

## Géographie
La circonscription comprend une partie de la cité de Charlottetown.